# Carla Jorge de Carvalho
Carla Jorge de Carvalho é uma jornalista portuguesa e, desde 2019, editora da Rádio Observador.
Depois de descobrir o jornalista quando ainda tinha 13 anos, licenciou-se em Comunicação Social pela Faculdade de Ciências Sociais e Humanas da Universidade Nova de Lisboa.
Ao longo da sua carreira passou por várias rádios, como a Rádio Marginal, a Rádio Clube Português e a Rádio Nova, e ainda pela revista Visão. Participou na fundação, em 1999, do primeiro projecto português de informação televisiva por cabo, o Canal de Notícias de Lisboa, que viria mais tarde a dar origem à SIC Notícias.
Na SIC, ficaria a trabalhar ao longo de 19 anos, tendo entre diversas funções apresentado noticiários. Em 2019 juntou-se ao Observador.